# Juliusz Hibner

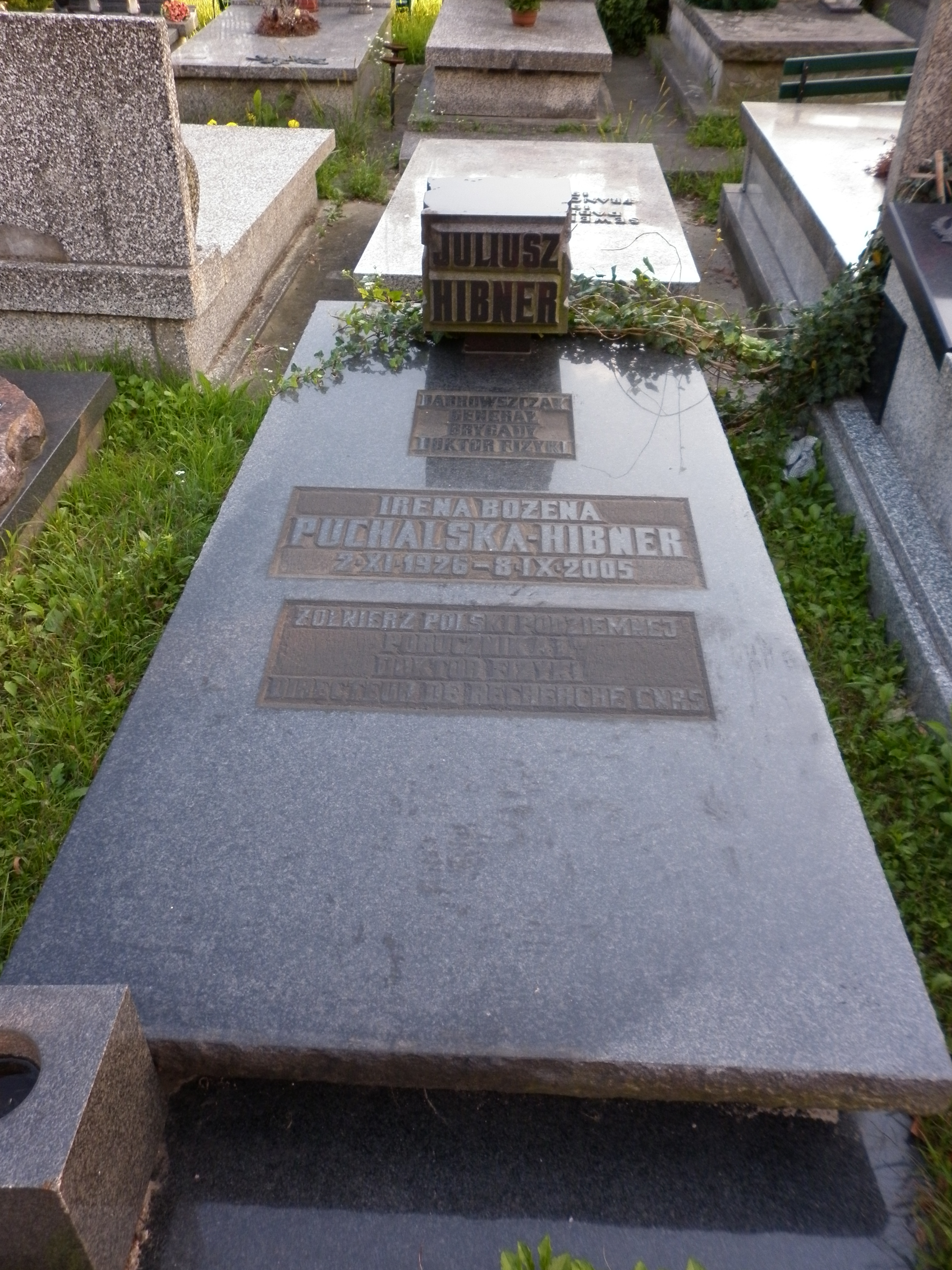
Grób Juliusza Hibnera na Powązkach Wojskowych

Juliusz Hibner (Juliusz Hübner) właśc. Dawid Szwarc (ur. 12 października 1912 w Grzymałowie, zm. 13 listopada 1994 w Warszawie) – generał brygady ludowego Wojska Polskiego, polityk komunistyczny, uczestnik hiszpańskiej wojny domowej, dowódca Korpusu Bezpieczeństwa Wewnętrznego (1948–1951), nauczyciel akademicki doktor fizyki.

## Życiorys
Syn Zofii i Szymona. Urodził się w niezamożnej rodzinie żydowskiego sklepikarza i najemnego robotnika, jego ojciec w czasie wojny polsko-bolszewickiej wstąpił do organizowanej przez bolszewików Rady Regionu Zarudzia. W 1931 ukończył naukę w gimnazjum w Tarnopolu, latem tego samego roku wstąpił do Komunistycznego Związku Młodzieży Zachodniej Ukrainy (autonomicznej sekcji Komunistycznego Związku Młodzieży Polski), gdzie działał w komórce propagandowej. Aktywność w KZMZU kontynuował również podczas rozpoczętych w 1932 studiów na Politechnice we Lwowie, których nie ukończył. W 1933 wrócił do Tarnopola, gdzie kontynuował działalność w KZMZU, działając zarazem na rzecz Komunistycznej Partii Zachodniej Ukrainy. We wrześniu 1934 został aresztowany, jednak wkrótce został zwolniony z braku dowodów. Ponownie aresztowany został w styczniu 1935, uciekł i po krótkim pobycie na fałszywych dokumentach we Lwowie wyjechał do Warszawy, gdzie w 1936, pracując w fabryce „Elzaw”, nawiązał kontakt z Komunistyczną Partią Polski.
W lutym 1937 jako ochotnik przybył do Hiszpanii, aby walczyć w szeregach wojsk republikańskich przeciwko antyrepublikańskiemu buntowi generała Franco; został przydzielony do 20 batalionu Brygad Międzynarodowych; w maju 1937 został przyjęty do Komunistycznej Partii Hiszpanii. W swojej jednostce szybko awansował, już we wrześniu 1937 został komisarzem politycznym batalionu. W marcu 1938 przeniesiono go do jednostek liniowych; wkrótce został awansowany do stopnia kapitana, obejmując stanowisko dowódcy batalionu. W maju 1938 został ranny i do lipca przebywał na leczeniu w szpitalu. W lutym 1939, wraz z pozostałymi żołnierzami Brygad Międzynarodowych, został internowany we Francji, gdzie wszedł w skład kierownictwa „partorganizacji polskiej grupy”. W marcu 1939 polska grupa partyjna wraz z Hibnerem podjęła inicjatywę powrotu do Polski, wobec grożącej jej agresji niemieckiej; było to działanie zgodne z ówczesną antyfaszystowską jeszcze polityką ZSRR; w swoim partyjnym życiorysie z 1944 ocenił to posunięcie jako błąd: „Realizując tę słuszną linię (...) niedostatecznie jasno podkreśliliśmy faszystowski, zdradziecki charakter rządu”; jednak po podpisaniu paktu Ribbentrop-Mołotow (23 sierpnia 1939) przebywający we Francji polscy komuniści zachowali „właściwą” postawę, bowiem według Hibnera jego grupa „wykonała wielką, pozytywną pracę polityczną, dzięki której praktycznie 100% grupy nie poszło ani do Legionu Cudzoziemskiego, ani do Legionu Sikorskiego”; w ten sposób komuniści wypełniali we Francji sojusz niemiecko-sowiecki, działając przeciw wysiłkowi wojennemu Francji w wojnie z Niemcami. W końcu 1939, jako urodzony na „Zachodniej Ukrainie” (według własnego stwierdzenia) przeszedł z polskiej do ogólnosowieckiej grupy partyjnej, wchodząc wkrótce w skład jej kierownictwa.
Po wybuchu 22 czerwca 1941 wojny niemiecko-sowieckiej służył w Armii Czerwonej. 29 sierpnia 1943 w stopniu kapitana skierowany do 1 Dywizji Piechoty im. T. Kościuszki na stanowisko zastępcy dowódcy pułku ds. politycznych. Po bitwie pod Lenino uznany za zaginionego i „pośmiertnie” odznaczony Orderem Lenina i uhonorowany tytułem Bohatera Związku Radzieckiego. W rzeczywistości został ranny w obie nogi i – długo nierozpoznany – był leczony w szpitalu wojskowym. Po wyleczeniu wrócił do służby i jako dowódca pułku – podpułkownik, przeszedł szlak bojowy 2 Armii Wojska Polskiego. 11 marca 1944 został ranny w rękę i odesłany do szpitala. Po wyleczeniu, 8 maja 1944 został słuchaczem Akademii Wojskowej im. Frunzego w Moskwie, a następnie zastępcą dowódcy 37 pułku piechoty i dowódcą 32 pułku piechoty 8 Dywizji Piechoty 2 Armii WP, w którym brał udział w walkach m.in. pod Budziszynem. Podczas walk o Malkowitz został ponownie ranny. W 1946 pozostawał dowódcą pułku, stacjonującego wówczas w Sanoku.
We wrześniu 1946 został mianowany zastępcą dowódcy ds. liniowych Korpusu Bezpieczeństwa Wewnętrznego (odpowiednik Wojsk Wewnętrznych NKWD). W 1947 brał udział w akcji „Wisła” jako zastępca dowódcy Grupy Operacyjnej gen. Stefana Mossora. 27 kwietnia 1949 mianowany dowódcą KBW – w stopniu generała. 29 kwietnia 1951 został dowódcą Wojsk Wewnętrznych (KBW i WOP). 23 sierpnia 1956 został podsekretarzem stanu w Ministerstwie Spraw Wewnętrznych nadzorującym Wojska Wewnętrzne. Dowodzone przez Hibnera oddziały KBW są obciążone licznymi zbrodniami i represjami stosowanymi wobec działaczy opozycji i ludności cywilnej; szybki awans Hibnera w KBW i MBP świadczy o zaufaniu do jego umiejętności dowódczych żywionym przez kierownictwo PPR/PZPR i władze sowieckie.
Od 1959 w stanie spoczynku. W latach 1960–1969 zdobył stopień doktora nauk fizycznych i pracował w Instytucie Badań Jądrowych w Świerku. Autor traktatu filozoficznego O rozstrzygalności dwóch nierozstrzygalnych kontrowersji (Wydawnictwo Literackie, 1987).
Po przejściu na emeryturę mieszkał w Warszawie i Paryżu, gdzie prowadził wykłady z fizyki jądrowej w szkołach wyższych. W 1988 roku wystąpił z PZPR.
Pochowany został na Cmentarzu Wojskowym na Powązkach w Warszawie (kwatera A41-1-7).

## Życie prywatne
Mieszkał w Warszawie. Od 1949 żonaty z Ireną z domu Puchalską (1926–2006), pracownikiem Akademii Nauk w Paryżu na etacie profesora. Małżeństwo miało córkę.

## Odznaczenia
- Krzyż Złoty Orderu Virtuti Militari
- Krzyż Srebrny Orderu Virtuti Militari
- Order Krzyża Grunwaldu III klasy
- Medal za Odrę, Nysę, Bałtyk
- Srebrny Medal Zasłużonym na Polu Chwały
- Medal za Warszawę 1939–1945
- Brązowy Medal Siły Zbrojne w Służbie Ojczyzny
- Złota odznaka honorowa „Za Zasługi dla Warszawy” (1966)[5]
- Złota Gwiazda Bohatera Związku Radzieckiego (ZSRR, 1943)[6]
- Order Lenina (ZSRR, 1943)[6]
- Medal za Wyzwolenie Warszawy (ZSRR)
- Medal „Za zwycięstwo nad Niemcami w Wielkiej Wojnie Ojczyźnianej 1941–1945” (ZSRR)